# Кень-Юрт
Кень-Юрт (рос. Кень-Юрт) — село у Грозненському районі Чечні Російської Федерації.
Населення становить 2046 осіб (2019). Входить до складу муніципального утворення Кень-Юртовське сільське поселення.

## Історія
Згідно із законом від 20 лютого 2009 року органом місцевого самоврядування є Кень-Юртовське сільське поселення.

## Населення
| 1990  | 2002  | 2010  | 2012  | 2013  | 2014  | 2015  |
| ----- | ----- | ----- | ----- | ----- | ----- | ----- |
| 1402  | ↗1667 | ↗1832 | ↗1879 | ↗1913 | ↘1907 | ↗1934 |
| 2016  | 2017  | 2018  | 2019  |       |       |       |
| ↗1952 | ↗1991 | ↗2012 | ↗2046 |       |       |       |